# 丹尼爾·斯萊托
丹尼爾·多米尼克·卡普蘭·斯萊托（英語：Daniel Dominic Kaplan Sleator，1953年12月10日—）是一名美國計算機科學家，卡內基美隆大學計算機科學教授。1999年，他與羅伯特·塔揚共同獲得ACM帕里斯·卡內拉基斯獎，獲獎項目為伸展樹資料結構。
他是對演算法進行平攤分析的先驅之一，早期的例子包括Move-to-front變換啟發式和伸展樹的分析。他與羅伯特·塔揚共同發明了許多資料結構，如伸展樹、連結/切割樹和斜堆。
斯萊托和塔揚關於Move-to-front變換啟發式的論文首次提出將線上演算法與最優離線演算法進行比較的想法，後來卡琳、馬納塞、魯道夫和斯萊托的論文中創造了「競爭分析」這個術語。斯萊托也提出連結語法理論，以及用於分析書面音樂中節拍與和聲的塞里奧索音樂分析器。

## 個人生活
斯萊托的父親威廉·華納·斯萊托（William Warner Sleator, Jr.）是生理學和生物物理學教授，母親埃斯特·卡普蘭·斯萊托（Esther Kaplan Sleator）是兒科醫生，對注意力不足過動症（ADD）進行了開創性的研究。他是威廉·斯萊托的弟弟，後者曾為青少年創作科幻小說。
斯萊托不顧其他志工的反對，將以志工為基礎的西洋棋伺服器商業化，成立了西洋棋俱樂部。自此，西洋棋俱樂部成為最成功的網路西洋棋商業伺服器之一。
2003年至2008年，斯萊托與卡內基美隆大學電腦科學學院教師羅伯特·哈波共同主持WRCT-FM頻道的進步脫口秀節目《Left Out》。
他也是競技程式設計平台Codeforces的活躍成員。

## 外部連結
- The CMU home page of Daniel Sleator （页面存档备份，存于）
- The Internet Chess Club （页面存档备份，存于）
- Paris Kanellakis Theory and Practice Award
- Left Out radio show （页面存档备份，存于）